# ديف غرينفيلد
ديف غرينفيلد (بالإنجليزية: Dave Greenfield)‏ هو موسيقي بريطاني، ولد في 29 مارس 1949 في برايتون في المملكة المتحدة.

## وصلات خارجية
- ديف غرينفيلد على موقع IMDb (الإنجليزية)
- ديف غرينفيلد على موقع ميوزك برينز (الإنجليزية)
- ديف غرينفيلد على موقع أول ميوزيك (الإنجليزية)
- ديف غرينفيلد على موقع ديسكوغز (الإنجليزية)
- ديف غرينفيلد على موقع قاعدة بيانات الفيلم (الإنجليزية)